# جمهورية غرب أوكرانيا الشعبية
جمهورية غرب أوكرانيا الشعبية هي جمهورية دام حكمها لثلاث أشهر بعد الحرب العالمية الأولى من 28 أكتوبر 1918 إلى 22 يناير 1919، وشملت غرب أوكرانيا إضافة إلى أجزاء من بولندا ورومانيا وسلوفاكيا، تم تأسيس الجمهورية من قبل التحالف الوطني الديمقراطي الأوكراني باتفاق مع الكنيسة الأوكرانية الكاثوليكية بالاتفاق مع أحزاب إشتراكية وليبرالية أخرى مثل الحزب الراديكالي الأوكراني والحزب المسيحي الاشتراكي وقد ترأسها كل من كوست ليفيتسكي وإيفن بيتروشيفيتش، وانتهى عهد هذه الجمهورية بعد أن تمكن التحالف المكون بين بولندا ورومانيا بعد الحرب البولندية الأوكرانية وقد قسمت أجزائها بعد ذلك بين كل من رومانيا وبولندا وبين جمهورية أوكرانيا الشعبية.

## تاريخ

### خلفية
وفقًا للتعداد النمساوي الهنغاري لعام 1910، بلغ عدد سكان الأراضي التي تطالب بها جمهورية غرب أوكرانيا الشعبية نحو 5.4 مليون نسمة. وكان من بين هؤلاء 3,291,000 أوكراني (60% تقريبًا)، و1,351,000 بولندي (25% تقريبًا)، و660,000 يهودي (12% تقريبًا)، والباقي روسيين، وألمانيين، وهنغاريين، ورومانيين، وتشيكيين، وسلوفاكيين، وأرمن وغيرهم. كانت المدن والبلدات في هذه المنطقة الريفية إلى حد كبير مأهولة بالبولنديين واليهود، في حين هيمن الأوكرانيون على الريف. وهذا من شأنه أن يثير المشاكل بالنسبة لأهل أوكرانيا، لأن مدينة لفيف هي الأكبر حجمًا وتضم غالبية سكان بولندا وتُعتبر من أهم المدن البولندية.

### الاستقلال والكفاح من أجل الوجود
أُعلن عن الجمهورية الشعبية لغرب أوكرانيا في 1 نوفمبر 1918. كان المجلس الوطني الأوكراني (وهو مجلس يتألف من جميع الممثلين الأوكرانيين من مجلسي البرلمان النمساوي ومن المقاطعات في غاليسيا وبوكوفينا) قد خطط لإعلان جمهورية غرب أوكرانيا الشعبية في 3 نوفمبر 1918، ولكنه قدّم التاريخ إلى 1 نوفمبر بسبب التقارير التي تفيد بأن لجنة التصفية البولندية ستُنقل من كراكوف إلى لفيف. بعد وقت قصير من إعلان الجمهورية الاستقلال عن الإمبراطورية النمساوية المجرية، حدثت انتفاضة شعبية في لفيف، حيث معظم السكان كانوا بولنديين ولا يريدون أن يكونوا جزءًا من دولة غير بولندية. بعد بضعة أسابيع، تلقى البولنديون المتمردون من لفيف الدعمَ من بولندا. في 9 نوفمبر، حاولت القوات البولندية الاستيلاء على حقول النفط في دروهوبيخ على نحو مفاجئ، ولكنها عادت إلى البلاد بعد أن كان عدد أفراد القوات الأوكرانية أكبر من عددهم. شهد الجمود الناجم عن ذلك احتفاظ البولنديين بالسيطرة على لفيف وشريط ضيق من الأرض حول خط سكة حديد يربط المدينة ببولندا، بينما ظلت بقية منطقة غاليسيا الشرقية تحت سيطرة جمهورية غرب أوكرانيا الشعبية.
في تلك الأثناء، أعلنت دولتان أصغر حجمًا من غرب جمهورية غرب أوكرانيا الشعبية على الفور الاستقلالَ نتيجة تفكك الإمبراطورية النمساوية المجرية.
في الأول من ديسمبر عام 1918، تم التوصل إلى اتفاق لتوحيد غرب أوكرانيا مع بقية أوكرانيا. اتحدت حكومة جمهورية غرب أوكرانيا الشعبية رسميًا مع جمهورية أوكرانيا الشعبية في 22 يناير 1919، بيد أن هذا كان في الغالب عملًا رمزيًا.
وبما أن غرب أوكرانيا لديها تقاليد مختلفة في معاييرها القانونية والاجتماعية والسياسية، فينبغي أن تكون مستقلةً داخل أوكرانيا موحدة. علاوة على ذلك، احتفظ سكان غرب أوكرانيا بجيشهم وبالهيكل الحكومي. على الرغم من الاتحاد الرسمي، خاضت جمهورية أوكرانيا الغربية وجمهورية أوكرانيا الشعبية حروبًا منفصلة. كانت الأولى مشغولة بصراع مع بولندا، بينما كانت الأخيرة تكافح القوات السوفييتية والروسية.
كانت العلاقات بين جمهورية أوكرانيا الشعبية الغربية وجمهورية أوكرانيا الشعبية التي مقرها كييف متوترةً بعض الشيء. تميل قيادة الأولى إلى أن تكون أكثر تحفظًا في التوجه. كانوا متمرسين في ثقافة النظام البرلماني النمساوي وانتهاج نهج منظم في التعامل مع الحكومة، ونظروا إلى الموقف الثوري الاشتراكي لأقرانهم في كييف بشيء من الاستياء والقلق من انتشار الاضطرابات الاجتماعية في الشرق إلى غاليسيا. على نحو مماثل، كانت قوات غرب أوكرانيا أكثر انضباطًا، بينما كانت قوات الجيش الشعبي الأوكراني في كييف أكثر فوضوية وعرضة لارتكاب المذابح، وهو أمر يعارضه الأوكرانيون الغربيون بشدة. كان ضعف الانضباط في جيش كييف وعصيان ضباطه سببًا في صدمة الوفود الغاليسية التي أُرسلت إلى كييف.
كانت الحركة الوطنية الإلكترونية في غرب أوكرانيا قويةً كما في بلدان شرق أوروبا الأخرى، واستطاعت الحكومة الأوكرانية تعبئة أكثر من 100 ألف رجل، 40 ألفًا منهم جاهزون للقتال. كتب لودفيك ميروسكا أنه على الرغم من قوة القوى الشعبية الأوكرانية، فهي لم تتلقَّ سوى القليل من الدعم من السكان المحليين الأوكرانيين، وبصفة عامة، كان الموقف هو عدم الاكتراث في كثير من الأحيان، وحاول السكان الذكور الأوكرانيين في كثير من الأحيان تجنب الخدمة في جيشها. خلال الحرب البولندية الأوكرانية، تمكن جيش جمهورية أوكرانيا الشعبية الغربية من إيقاف بولندا مدة تسعة أشهر تقريبًا. ولكن بحلول يوليو 1919، كانت القوات البولندية قد استولت على معظم الأراضي التي تطالب بها جمهورية غرب أوكرانيا الشعبية.

## الحكومة
في الفترة بين 22 و25 نوفمبر، أُجريت الانتخابات في الأراضي التي تسيطر عليها أوكرانيا في المجلس الوطني الأوكراني الذي يضم 150 عضوًا، والذي كان من المقرر أن يعمل كهيئة تشريعية. أصبح يفهين بيتروفيتش، رئيس المجلس وعضو سابق في البرلمان النمساوي المجري، رئيسًا للجمهورية تلقائيًا. كانت أمانة الدولة تابعة له، والتي كان من بين أعضائها خوست ليفيتسكي (رئيس الأمانة العامة ووزير مالية الجمهورية)، ودميترو فيتوفسكي (رئيس القوات المسلحة)، ولونين تسيهيلسكي (أمين الشؤون الداخلية)، وأوليكسندر بارفينسكي (أمين التعليم والشؤون الدينية)، وغيرهم.
حكمت جمهورية غرب أوكرانيا الشعبية منطقة يبلغ عدد سكانها نحو 4 ملايين نسمة طيلة فترة طويلة من عمرها الذي دام تسعة أشهر. عُينت لفيف عاصمة للجمهورية من 1 نوفمبر إلى أن خسرت تلك المدينة أمام القوات البولندية في 21 نوفمبر، ثم تبعتها تيرنوبل حتى أواخر ديسمبر 1918 ثم ستانيسلافوف (حاليًا إيفانو فرانكيفسك) حتى 26 مايو 1919.